# Кроњалето
Кроњалето (итал. Crognaleto) је насеље у Италији у округу Терамо, региону Абруцо.
Према процени из 2011. у насељу је живело 28 становника. Насеље се налази на надморској висини од 1078 м.

## Становништво
| 1931. | 1936. | 1951. | 1961. | 1971. | 1981. | 1991. | 2001. | 2011. |
| ----- | ----- | ----- | ----- | ----- | ----- | ----- | ----- | ----- |
| 5.524 | 5.337 | 5.364 | 3.934 | 2.603 | 1.977 | 1.778 | 1.549 | 1.416 |